# Gouvernement de la fédération de Russie
Le gouvernement de la fédération de Russie est le plus haut organe exécutif fédéral de la fédération de Russie. Il est dirigé par le président du gouvernement nommé par le président de la fédération.

## Gouvernement actuel

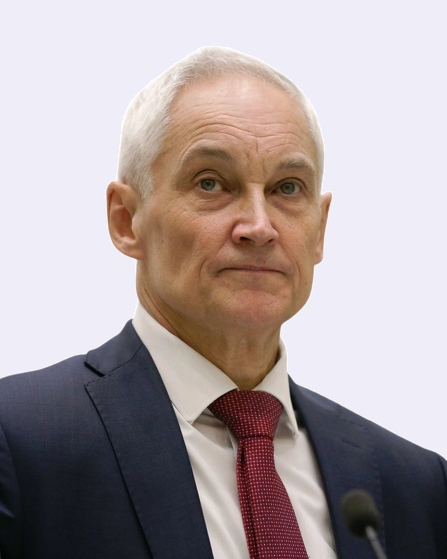